# Dirka po Italiji 2024
Dirka po Italiji 2024 (italijansko Giro d'Italia 2024) je 107. izvedba dirke po Italiji, tritedenske moške cestne kolesarske etapne dirke. Začela se je 4. maja v Venarii Realeju, končala pa se je 26. maja v Rimu. Sodelovalo je 176 kolesarjev iz 22-ih ekip, dirko je končalo 142 kolesarjev. Rožnato majico je prvič osvojil Tadej Pogačar (UAE Team Emirates), drugo mesto Daniel Martínez (Bora–Hansgrohe), tretje pa Geraint Thomas (Ineos Grenadiers). Vijolično majico je osvojil Jonathan Milan (Lidl–Trek), modro majico Tadej Pogačar, belo majico pa Antonio Tiberi (Team Bahrain Victorious).

## Ekipe
UCI WorldTeams
- Alpecin–Deceuninck
- Arkéa–B&B Hotels
- Astana Qazaqstan Team
- Bora–Hansgrohe
- Cofidis
- Decathlon–AG2R La Mondiale
- EF Education–EasyPost
- Groupama–FDJ
- Ineos Grenadiers
- Intermarché–Wanty
- Lidl–Trek
- Movistar Team
- Soudal–Quick-Step
- Team Bahrain Victorious
- Team dsm–firmenich PostNL
- Team Jayco–AlUla
- UAE Team Emirates
- Visma–Lease a Bike

UCI ProTeams
- Israel–Premier Tech
- Polti–Kometa
- Tudor Pro Cycling Team
- VF Group–Bardiani–CSF–Faizanè

## Etape
| Etapa  | Datum   | Štart/Cilj                                           | Razdalja    | Tip         | Tip                  | Zmagovalec                   |         |
| ------ | ------- | ---------------------------------------------------- | ----------- | ----------- | -------------------- | ---------------------------- | ------- |
| 1      | 4. maj  | Venaria Reale — Torino                               | 136 km      |             | razgibana etapa      | Jhonatan Narváez (ECU)       |         |
| 2      | 5. maj  | San Francesco al Campo — Santuario di Oropa (Biella) | 150 km      |             | hribovita etapa      | Tadej Pogačar (SLO)          |         |
| 3      | 6. maj  | Novara — Fossano                                     | 165 km      |             | ravninska etapa      | Tim Merlier (BEL)            |         |
| 4      | 7. maj  | Acqui Terme — Andora                                 | 187 km      |             | ravninska etapa      | Jonathan Milan (ITA)         |         |
| 5      | 8. maj  | Genova — Lucca                                       | 176 km      |             | razgibana etapa      | Benjamin Thomas (FRA)        |         |
| 6      | 9. maj  | Viareggio — Rapolano Terme                           | 177 km      |             | razgibana etapa      | Pelayo Sánchez (ESP)         |         |
| 7      | 10. maj | Foligno — Perugia                                    | 37.2 km     |             | posamični kronometer | Tadej Pogačar (SLO)          |         |
| 8      | 11. maj | Spoleto — Prati di Tivo                              | 153 km      |             | gorska etapa         | Tadej Pogačar (SLO)          |         |
| 9      | 12. maj | Avezzano — Neapelj                                   | 206 km      |             | razgibana etapa      | Olav Kooij (NED)             |         |
|        | 13. maj | dan počitka                                          | dan počitka | dan počitka | dan počitka          | dan počitka                  |         |
| 10     | 14. maj | Pompei — Cusano Mutri                                | 141 km      |             | hribovita etapa      | Valentin Paret-Peintre (FRA) |         |
| 11     | 15. maj | Foiano di Val Fortore — Francavilla al Mare          | 203 km      |             | ravninska etapa      | Jonathan Milan (ITA)         |         |
| 12     | 16. maj | Martinsicuro — Fano                                  | 183 km      |             | razgibana etapa      | Julian Alaphilippe (FRA)     |         |
| 13     | 17. maj | Riccione — Cento                                     | 179 km      |             | ravninska etapa      | Jonathan Milan (ITA)         |         |
| 14     | 18. maj | Castiglione delle Stiviere — Desenzano del Garda     | 31 km       |             | posamični kronometer | Filippo Ganna (ITA)          |         |
| 15     | 19. maj | Manerba del Garda — Livigno                          | 220 km      |             | gorska etapa         | Tadej Pogačar (SLO)          |         |
|        | 20. maj | dan počitka                                          | dan počitka | dan počitka | dan počitka          | dan počitka                  |         |
| 16     | 21. maj | Livigno Laas — Santa Cristina Valgardena             | 159 km      |             | gorska etapa         | Tadej Pogačar (SLO)          |         |
| 17     | 22. maj | Selva di Val Gardena — Passo del Brocon              | 154 km      |             | gorska etapa         | Georg Steinhauser (GER)      |         |
| 18     | 23. maj | Fiera di Primiero — Padova                           | 166 km      |             | ravninska etapa      | Tim Merlier (BEL)            |         |
| 19     | 24. maj | Mortegliano — Sappada                                | 154 km      |             | hribovita etapa      | Andrea Vendrame (ITA)        |         |
| 20     | 25. maj | Alpago — Bassano del Grappa                          | 175 km      |             | gorska etapa         | Tadej Pogačar (SLO)          |         |
| 21     | 26. maj | Rim — Rim                                            | 126 km      |             | ravninska etapa      | Tim Merlier (BEL)            |         |
| Skupaj | Skupaj  | Skupaj                                               | 3318 km     | 3318 km     | 3318 km              | 3318 km                      | 3318 km |

## Razvrstitev po klasifikacijah
| Etapa  | Zmagovalec             | Rožnata majica · | Vijolična majica · | Modra majica ·   | Bela majica ·     | Ekipno                     | Vmesni šprinti     | Intergiro ·      | Borbenost ·             | Begi             |
| ------ | ---------------------- | ---------------- | ------------------ | ---------------- | ----------------- | -------------------------- | ------------------ | ---------------- | ----------------------- | ---------------- |
| 1      | Jhonatan Narváez       | Jhonatan Narváez | Jhonatan Narváez   | Lilian Calmejane | Alex Baudin       | Ineos Grenadiers           | Damiano Caruso     | Lilian Calmejane | Amanuel Ghebreigzabhier | Lilian Calmejane |
| 2      | Tadej Pogačar          | Tadej Pogačar    | Filippo Fiorelli   | Tadej Pogačar    | Cian Uijtdebroeks | Bora–Hansgrohe             | Andrea Piccolo     | Filippo Fiorelli | Andrea Piccolo          | Filippo Fiorelli |
| 3      | Tim Merlier            | Tadej Pogačar    | Tim Merlier        | Tadej Pogačar    | Cian Uijtdebroeks | Bora–Hansgrohe             | Filippo Fiorelli   | Filippo Fiorelli | Filippo Fiorelli        | Filippo Fiorelli |
| 4      | Jonathan Milan         | Tadej Pogačar    | Jonathan Milan     | Tadej Pogačar    | Cian Uijtdebroeks | Ineos Grenadiers           | Filippo Fiorelli   | Lilian Calmejane | Francisco Muñoz         | Lilian Calmejane |
| 5      | Benjamin Thomas        | Tadej Pogačar    | Jonathan Milan     | Tadej Pogačar    | Cian Uijtdebroeks | Ineos Grenadiers           | Filippo Fiorelli   | Lilian Calmejane | Mattia Bais             | Lilian Calmejane |
| 6      | Pelayo Sánchez         | Tadej Pogačar    | Jonathan Milan     | Tadej Pogačar    | Cian Uijtdebroeks | Ineos Grenadiers           | Filippo Fiorelli   | Filippo Fiorelli | Julian Alaphilippe      | Lilian Calmejane |
| 7      | Tadej Pogačar          | Tadej Pogačar    | Jonathan Milan     | Tadej Pogačar    | Luke Plapp        | Ineos Grenadiers           | Filippo Fiorelli   | Filippo Fiorelli | brez                    | Lilian Calmejane |
| 8      | Tadej Pogačar          | Tadej Pogačar    | Jonathan Milan     | Tadej Pogačar    | Cian Uijtdebroeks | Decathlon–AG2R La Mondiale | Filippo Fiorelli   | Filippo Fiorelli | Romain Bardet           | Lilian Calmejane |
| 9      | Olav Kooij             | Tadej Pogačar    | Jonathan Milan     | Tadej Pogačar    | Cian Uijtdebroeks | Decathlon–AG2R La Mondiale | Filippo Fiorelli   | Kaden Groves     | Mirco Maestri           | Andrea Pietrobon |
| 10     | Valentin Paret-Peintre | Tadej Pogačar    | Jonathan Milan     | Tadej Pogačar    | Cian Uijtdebroeks | Decathlon–AG2R La Mondiale | Filippo Fiorelli   | Filippo Fiorelli | Jan Tratnik             | Andrea Pietrobon |
| 11     | Jonathan Milan         | Tadej Pogačar    | Jonathan Milan     | Tadej Pogačar    | Antonio Tiberi    | Decathlon–AG2R La Mondiale | Filippo Fiorelli   | Filippo Fiorelli | Edoardo Affini          | Andrea Pietrobon |
| 12     | Julian Alaphilippe     | Tadej Pogačar    | Jonathan Milan     | Tadej Pogačar    | Antonio Tiberi    | Decathlon–AG2R La Mondiale | Julian Alaphilippe | Filippo Fiorelli | Julian Alaphilippe      | Andrea Pietrobon |
| 13     | Jonathan Milan         | Tadej Pogačar    | Jonathan Milan     | Tadej Pogačar    | Antonio Tiberi    | Decathlon–AG2R La Mondiale | Andrea Pietrobon   | Filippo Fiorelli | Andrea Pietrobon        | Andrea Pietrobon |
| 14     | Filippo Ganna          | Tadej Pogačar    | Jonathan Milan     | Tadej Pogačar    | Antonio Tiberi    | Ineos Grenadiers           | Andrea Pietrobon   | Filippo Fiorelli | brez                    | Andrea Pietrobon |
| 15     | Tadej Pogačar          | Tadej Pogačar    | Jonathan Milan     | Tadej Pogačar    | Antonio Tiberi    | Ineos Grenadiers           | Andrea Pietrobon   | Filippo Fiorelli | Nairo Quintana          | Andrea Pietrobon |
| 16     | Tadej Pogačar          | Tadej Pogačar    | Jonathan Milan     | Tadej Pogačar    | Antonio Tiberi    | Decathlon–AG2R La Mondiale | Andrea Pietrobon   | Filippo Fiorelli | Julian Alaphilippe      | Andrea Pietrobon |
| 17     | Georg Steinhauser      | Tadej Pogačar    | Jonathan Milan     | Tadej Pogačar    | Antonio Tiberi    | Decathlon–AG2R La Mondiale | Andrea Pietrobon   | Filippo Fiorelli | Nairo Quintana          | Andrea Pietrobon |
| 18     | Tim Merlier            | Tadej Pogačar    | Jonathan Milan     | Tadej Pogačar    | Antonio Tiberi    | Decathlon–AG2R La Mondiale | Andrea Pietrobon   | Filippo Fiorelli | Mirco Maestri           | Andrea Pietrobon |
| 19     | Andrea Vendrame        | Tadej Pogačar    | Jonathan Milan     | Tadej Pogačar    | Antonio Tiberi    | Decathlon–AG2R La Mondiale | Julian Alaphilippe | Filippo Fiorelli | Julian Alaphilippe      | Andrea Pietrobon |
| 20     | Tadej Pogačar          | Tadej Pogačar    | Jonathan Milan     | Tadej Pogačar    | Antonio Tiberi    | Decathlon–AG2R La Mondiale | Andrea Pietrobon   | Filippo Fiorelli | Giulio Pellizzari       | Andrea Pietrobon |
| 21     | Tim Merlier            | Tadej Pogačar    | Jonathan Milan     | Tadej Pogačar    | Antonio Tiberi    | Decathlon–AG2R La Mondiale | Andrea Pietrobon   | Filippo Fiorelli | Ewen Costiou            | Andrea Pietrobon |
| Skupno | Skupno                 | Tadej Pogačar    | Jonathan Milan     | Tadej Pogačar    | Antonio Tiberi    | Decathlon–AG2R La Mondiale | Andrea Pietrobon   | Filippo Fiorelli | Julian Alaphilippe      | Andrea Pietrobon |

## Končna razvrstitev
| Legenda | Legenda                                  | Legenda | Legenda                                    |
| ------- | ---------------------------------------- | ------- | ------------------------------------------ |
|         | Predstavlja vodilnega v skupnem seštevku |         | Predstavlja najboljšega mladega kolesarja  |
|         | Predstavlja vodilnega po točkah          |         | Predstavlja vodilnega v gorski razvrstitvi |
|         | Predstavlja najbolj borbenega kolesarja  |         | Predstavlja vodilnega v Intergiru          |

### Rožnata majica
| Poz. | Kolesar               | Ekipa                      | Čas         |
| ---- | --------------------- | -------------------------- | ----------- |
| 1    | Tadej Pogačar (SLO)   | UAE Team Emirates          | 79h 14' 03" |
| 2    | Daniel Martínez (COL) | Bora–Hansgrohe             | + 9' 56"    |
| 3    | Geraint Thomas (GBR)  | Ineos Grenadiers           | + 10' 24"   |
| 4    | Ben O'Connor (AUS)    | Decathlon–AG2R La Mondiale | + 12' 07"   |
| 5    | Antonio Tiberi (ITA)  | Team Bahrain Victorious    | + 12' 49"   |
| 6    | Thymen Arensman (NED) | Ineos Grenadiers           | + 14' 31"   |
| 7    | Einer Rubio (COL)     | Movistar Team              | + 15' 52"   |
| 8    | Jan Hirt (CZE)        | Soudal–Quick-Step          | + 18' 05"   |
| 9    | Romain Bardet (FRA)   | Team dsm–firmenich PostNL  | + 20' 32"   |
| 10   | Michael Storer (AUS)  | Tudor Pro Cycling Team     | + 21' 11"   |

| Poz. | Kolesar                          | Ekipa                         | Čas          |
| ---- | -------------------------------- | ----------------------------- | ------------ |
| 11   | Filippo Zana (ITA)               | Team Jayco–AlUla              | + 23' 59"    |
| 12   | Lorenzo Fortunato (ITA)          | Astana Qazaqstan Team         | + 26' 44"    |
| 13   | Davide Piganzoli (ITA)           | Polti–Kometa                  | + 32' 23"    |
| 14   | Simon Geschke (GER)              | Cofidis                       | + 33' 55"    |
| 15   | Rafał Majka (POL)                | UAE Team Emirates             | + 37' 05"    |
| 16   | Valentin Paret-Peintre (FRA)     | Decathlon–AG2R La Mondiale    | + 43' 26"    |
| 17   | Damiano Caruso (ITA)             | Team Bahrain Victorious       | + 48' 16"    |
| 18   | Luca Covili (ITA)                | VF Group–Bardiani–CSF–Faizanè | + 51' 08"    |
| 19   | Nairo Quintana (COL)             | Movistar Team                 | + 54' 37"    |
| 20   | Domenico Pozzovivo (ITA)         | VF Group–Bardiani–CSF–Faizanè | + 56' 32"    |
| 21   | Alex Baudin (FRA)                | Decathlon–AG2R La Mondiale    | + 1h 00' 47" |
| 22   | Attila Valter (HUN)              | Visma–Lease a Bike            | + 1h 04' 46" |
| 23   | Nicola Conci (ITA)               | Alpecin–Deceuninck            | + 1h 09' 10" |
| 24   | Giovanni Aleotti (ITA)           | Bora–Hansgrohe                | + 1h 13' 03" |
| 25   | Michel Ries (LUX)                | Arkéa–B&B Hotels              | + 1h 20' 06" |
| 26   | Aurélien Paret-Peintre (FRA)     | Decathlon–AG2R La Mondiale    | + 1h 22' 55" |
| 27   | Edoardo Zambanini (ITA)          | Team Bahrain Victorious       | + 1h 25' 56" |
| 28   | Jhonatan Narváez (ECU)           | Ineos Grenadiers              | + 1h 33' 13" |
| 29   | Kevin Vermaerke (USA)            | Team dsm–firmenich PostNL     | + 1h 33' 41" |
| 30   | Mauri Vansevenant (BEL)          | Soudal–Quick-Step             | + 1h 47' 43" |
| 31   | Felix Großschartner (AUT)        | UAE Team Emirates             | + 1h 56' 06" |
| 32   | Simone Velasco (ITA)             | Astana Qazaqstan Team         | + 2h 00' 00" |
| 33   | Georg Steinhauser (GER)          | EF Education–EasyPost         | + 2h 01' 11" |
| 34   | Jan Tratnik (SLO)                | Visma–Lease a Bike            | + 2h 04' 15" |
| 35   | Esteban Chaves (COL)             | EF Education–EasyPost         | + 2h 04' 22" |
| 36   | Chris Hamilton (AUS)             | Team dsm–firmenich PostNL     | + 2h 07' 50" |
| 37   | Larry Warbasse (USA)             | Decathlon–AG2R La Mondiale    | + 2h 12' 16" |
| 38   | Michael Valgren (DEN)            | EF Education–EasyPost         | + 2h 12' 33" |
| 39   | Juan Pedro López (ESP)           | Lidl–Trek                     | + 2h 13' 11" |
| 40   | Pelayo Sánchez (ESP)             | Movistar Team                 | + 2h 14' 44" |
| 41   | Alessandro Tonelli (ITA)         | VF Group–Bardiani–CSF–Faizanè | + 2h 17' 48" |
| 42   | Lilian Calmejane (FRA)           | Intermarché–Wanty             | + 2h 23' 01" |
| 43   | Gijs Leemreize (NED)             | Team dsm–firmenich PostNL     | + 2h 24' 58" |
| 44   | Marco Frigo (ITA)                | Israel–Premier Tech           | + 2h 28' 33" |
| 45   | Maximilian Schachmann (GER)      | Bora–Hansgrohe                | + 2h 29' 54" |
| 46   | Andrea Vendrame (ITA)            | Decathlon–AG2R La Mondiale    | + 2h 30' 54" |
| 47   | Henok Mulubrhan (ERI)            | Astana Qazaqstan Team         | + 2h 33' 34" |
| 48   | Julian Alaphilippe (FRA)         | Soudal–Quick-Step             | + 2h 35' 58" |
| 49   | Giulio Pellizzari (ITA)          | VF Group–Bardiani–CSF–Faizanè | + 2h 42' 10" |
| 50   | Will Barta (USA)                 | Movistar Team                 | + 2h 44' 15" |
| 51   | Alessandro De Marchi (ITA)       | Team Jayco–AlUla              | + 2h 47' 06" |
| 52   | Luke Plapp (AUS)                 | Team Jayco–AlUla              | + 2h 52' 59" |
| 53   | Quinten Hermans (BEL)            | Alpecin–Deceuninck            | + 2h 53' 06" |
| 54   | Rubén Fernández (ESP)            | Cofidis                       | + 2h 53' 11" |
| 55   | Thomas Champion (FRA)            | Cofidis                       | + 2h 57' 59" |
| 56   | Enzo Paleni (FRA)                | Groupama–FDJ                  | + 3h 00' 47" |
| 57   | Jasha Sütterlin (GER)            | Team Bahrain Victorious       | + 3h 04' 32" |
| 58   | Ben Swift (GBR)                  | Ineos Grenadiers              | + 3h 04' 46" |
| 59   | Magnus Sheffield (USA)           | Ineos Grenadiers              | + 3h 06' 10" |
| 60   | Mirco Maestri (ITA)              | Polti–Kometa                  | + 3h 11' 01" |
| 61   | Mattia Bais (ITA)                | Polti–Kometa                  | + 3h 12' 08" |
| 62   | Mikkel Frølich Honoré (DEN)      | EF Education–EasyPost         | + 3h 18' 52" |
| 63   | Amanuel Ghebreigzabhier (ERI)    | Lidl–Trek                     | + 3h 20' 43" |
| 64   | Rainer Kepplinger (AUT)          | Team Bahrain Victorious       | + 3h 23' 14" |
| 65   | Andrea Bagioli (ITA)             | Lidl–Trek                     | + 3h 34' 13" |
| 66   | Harrison Wood (GBR)              | Cofidis                       | + 3h 34' 36" |
| 67   | Domen Novak (SLO)                | UAE Team Emirates             | + 3h 36' 45" |
| 68   | Albert Torres (ESP)              | Movistar Team                 | + 3h 38' 37" |
| 69   | Damien Touzé (FRA)               | Decathlon–AG2R La Mondiale    | + 3h 46' 43" |
| 70   | Davide Ballerini (ITA)           | Astana Qazaqstan Team         | + 3h 48' 00" |
| 71   | Jefferson Alexander Cepeda (ECU) | EF Education–EasyPost         | + 3h 51' 59" |
| 72   | Cyril Barthe (FRA)               | Groupama–FDJ                  | + 3h 54' 13" |
| 73   | Alessandro Verre (ITA)           | Arkéa–B&B Hotels              | + 3h 54' 23" |
| 74   | Florian Stork (GER)              | Tudor Pro Cycling Team        | + 3h 54' 30" |
| 75   | Vegard Stake Laengen (NOR)       | UAE Team Emirates             | + 3h 56' 58" |
| 76   | Davide Bais (ITA)                | Polti–Kometa                  | + 3h 58' 26" |
| 77   | Filippo Fiorelli (ITA)           | VF Group–Bardiani–CSF–Faizanè | + 4h 00' 18" |
| 78   | Pieter Serry (BEL)               | Soudal–Quick-Step             | + 4h 00' 53" |
| 79   | Tobias Foss (NOR)                | Ineos Grenadiers              | + 4h 01' 40" |
| 80   | Stefan De Bod (RSA)              | EF Education–EasyPost         | + 4h 04' 01" |
| 81   | Andrea Pasqualon (ITA)           | Team Bahrain Victorious       | + 4h 07' 30" |
| 82   | Matteo Trentin (ITA)             | Tudor Pro Cycling Team        | + 4h 07' 41" |
| 83   | Connor Swift (GBR)               | Ineos Grenadiers              | + 4h 08' 46" |
| 84   | Jimmy Janssens (BEL)             | Alpecin–Deceuninck            | + 4h 13' 19" |
| 85   | Lorenzo Milesi (ITA)             | Movistar Team                 | + 4h 13' 21" |
| 86   | Patrick Gamper (AUT)             | Bora–Hansgrohe                | + 4h 14' 45" |
| 87   | Lorenzo Germani (ITA)            | Groupama–FDJ                  | + 4h 16' 21" |
| 88   | Bastien Tronchon (FRA)           | Decathlon–AG2R La Mondiale    | + 4h 16' 47" |
| 89   | Dion Smith (NZL)                 | Intermarché–Wanty             | + 4h 17' 50" |
| 90   | Ewen Costiou (FRA)               | Arkéa–B&B Hotels              | + 4h 18' 08" |
| 91   | Kaden Groves (AUS)               | Alpecin–Deceuninck            | + 4h 18' 38" |
| 92   | Jasper Stuyven (BEL)             | Lidl–Trek                     | + 4h 20' 07" |
| 93   | Lewis Askey (GBR)                | Groupama–FDJ                  | + 4h 21' 30" |
| 94   | Matteo Fabbro (ITA)              | Polti–Kometa                  | + 4h 22' 04" |
| 95   | Edward Planckaert (BEL)          | Alpecin–Deceuninck            | + 4h 25' 03" |
| 96   | Tobias Bayer (AUT)               | Alpecin–Deceuninck            | + 4h 25' 27" |
| 97   | Simon Clarke (AUS)               | Israel–Premier Tech           | + 4h 26' 00" |
| 98   | Kevin Colleoni (ITA)             | Intermarché–Wanty             | + 4h 27' 05" |
| 99   | Martin Marcellusi (ITA)          | VF Group–Bardiani–CSF–Faizanè | + 4h 29' 28" |
| 100  | Jonas Koch (GER)                 | Bora–Hansgrohe                | + 4h 29' 56" |
| 101  | Filippo Ganna (ITA)              | Ineos Grenadiers              | + 4h 34' 59" |
| 102  | Manuele Tarozzi (ITA)            | VF Group–Bardiani–CSF–Faizanè | + 4h 38' 06" |
| 103  | Laurence Pithie (NZL)            | Groupama–FDJ                  | + 4h 38' 23" |
| 104  | Roel van Sintmaartensdijk (NED)  | Intermarché–Wanty             | + 4h 39' 29" |
| 105  | Tim van Dijke (NED)              | Visma–Lease a Bike            | + 4h 43' 29" |
| 106  | Dries De Pooter (BEL)            | Intermarché–Wanty             | + 4h 43' 53" |
| 107  | Fabio Van den Bossche (BEL)      | Alpecin–Deceuninck            | + 4h 46' 05" |
| 108  | Mikkel Bjerg (DEN)               | UAE Team Emirates             | + 4h 52' 11" |
| 109  | Andrea Pietrobon (ITA)           | Polti–Kometa                  | + 4h 53' 44" |
| 110  | Alexander Kamp (DEN)             | Tudor Pro Cycling Team        | + 4h 54' 18" |
| 111  | Timo Kielich (BEL)               | Alpecin–Deceuninck            | + 4h 56' 47" |
| 112  | Madis Mihkels (EST)              | Intermarché–Wanty             | + 4h 57' 16" |
| 113  | Edward Theuns (BEL)              | Lidl–Trek                     | + 5h 11' 21" |
| 114  | Nicolas Debeaumarché (FRA)       | Cofidis                       | + 5h 11' 40" |
| 115  | Michael Hepburn (AUS)            | Team Jayco–AlUla              | + 5h 11' 49" |
| 116  | Alberto Dainese (ITA)            | Tudor Pro Cycling Team        | + 5h 14' 20" |
| 117  | Luke Lamperti (USA)              | Soudal–Quick-Step             | + 5h 15' 06" |
| 118  | Jonathan Milan (ITA)             | Lidl–Trek                     | + 5h 18' 49" |
| 119  | Donavan Grondin (FRA)            | Arkéa–B&B Hotels              | + 5h 19' 38" |
| 120  | Caleb Ewan (AUS)                 | Team Jayco–AlUla              | + 5h 20' 01" |
| 121  | Rui Oliveira (POR)               | UAE Team Emirates             | + 5h 21' 05" |
| 122  | Francisco Muñoz (ESP)            | Polti–Kometa                  | + 5h 21' 56" |
| 123  | Simone Consonni (ITA)            | Lidl–Trek                     | + 5h 24' 28" |
| 124  | Enrico Zanoncello (ITA)          | VF Group–Bardiani–CSF–Faizanè | + 5h 24' 52" |
| 125  | Juan Sebastián Molano (COL)      | UAE Team Emirates             | + 5h 25' 08" |
| 126  | Hugo Hofstetter (FRA)            | Israel–Premier Tech           | + 5h 25' 50" |
| 127  | Max Walscheid (GER)              | Team Jayco–AlUla              | + 5h 26' 34" |
| 128  | Giovanni Lonardi (ITA)           | Polti–Kometa                  | + 5h 29' 14" |
| 129  | Stanisław Aniołkowski (POL)      | Cofidis                       | + 5h 30' 35" |
| 130  | Edoardo Affini (ITA)             | Visma–Lease a Bike            | + 5h 30' 59" |
| 131  | Ryan Mullen (IRL)                | Bora–Hansgrohe                | + 5h 35' 48" |
| 132  | Daan Hoole (NED)                 | Lidl–Trek                     | + 5h 37' 50" |
| 133  | Olivier Le Gac (FRA)             | Groupama–FDJ                  | + 5h 39' 13" |
| 134  | Davide Cimolai (ITA)             | Movistar Team                 | + 5h 39' 49" |
| 135  | Bert Van Lerberghe (BEL)         | Soudal–Quick-Step             | + 5h 40' 20" |
| 136  | Robin Froidevaux (SUI)           | Tudor Pro Cycling Team        | + 5h 41' 04" |
| 137  | Fernando Gaviria (COL)           | Movistar Team                 | + 5h 42' 54" |
| 138  | Tim Merlier (BEL)                | Soudal–Quick-Step             | + 5h 46' 04" |
| 139  | Fabian Lienhard (SUI)            | Groupama–FDJ                  | + 5h 46' 08" |
| 140  | Tobias Lund Andresen (DEN)       | Team dsm–firmenich PostNL     | + 5h 49' 25" |
| 141  | Josef Černý (CZE)                | Soudal–Quick-Step             | + 5h 55' 35" |
| 142  | Alan Riou (FRA)                  | Arkéa–B&B Hotels              | + 6h 02' 28" |

### Vijolična majica
| Poz. | Kolesar                     | Ekipa                         | Točke |
| ---- | --------------------------- | ----------------------------- | ----- |
| 1    | Jonathan Milan (ITA)        | Lidl–Trek                     | 352   |
| 2    | Kaden Groves (AUS)          | Alpecin–Deceuninck            | 225   |
| 3    | Tim Merlier (BEL)           | Soudal–Quick-Step             | 193   |
| 4    | Julian Alaphilippe (FRA)    | Soudal–Quick-Step             | 132   |
| 5    | Tadej Pogačar (SLO)         | UAE Team Emirates             | 126   |
| 6    | Andrea Pietrobon (ITA)      | Polti–Kometa                  | 117   |
| 7    | Filippo Fiorelli (ITA)      | VF Group–Bardiani–CSF–Faizanè | 116   |
| 8    | Davide Ballerini (ITA)      | Astana Qazaqstan Team         | 84    |
| 9    | Jhonatan Narváez (ECU)      | Ineos Grenadiers              | 80    |
| 10   | Stanislaw Aniolkowski (POL) | Cofidis                       | 78    |

### Modra majica
| Poz. | Kolesar                       | Ekipa                         | Točke |
| ---- | ----------------------------- | ----------------------------- | ----- |
| 1    | Tadej Pogačar (SLO)           | UAE Team Emirates             | 270   |
| 2    | Giulio Pellizzari (ITA)       | VF Group–Bardiani–CSF–Faizanè | 206   |
| 3    | Georg Steinhauser (GER)       | EF Education–EasyPost         | 153   |
| 4    | Nairo Quintana (COL)          | Movistar Team                 | 114   |
| 5    | Julian Alaphilippe (FRA)      | Soudal–Quick-Step             | 101   |
| 6    | Daniel Martínez (COL)         | Bora–Hansgrohe                | 81    |
| 7    | Simon Geschke (GER)           | Cofidis                       | 78    |
| 8    | Valentin Paret-Peintre (FRA)  | Decathlon–AG2R La Mondiale    | 59    |
| 9    | Romain Bardet (FRA)           | Team dsm–firmenich PostNL     | 47    |
| 10   | Amanuel Ghebreigzabhier (ERI) | Lidl–Trek                     | 42    |

### Bela majica
| Poz. | Kolesar                      | Ekipa                      | Čas          |
| ---- | ---------------------------- | -------------------------- | ------------ |
| 1    | Antonio Tiberi (ITA)         | Team Bahrain Victorious    | 79h 26' 52"  |
| 2    | Thymen Arensman (NED)        | Ineos Grenadiers           | + 1' 42"     |
| 3    | Filippo Zana (ITA)           | Team Jayco–AlUla           | + 11' 10"    |
| 4    | Davide Piganzoli (ITA)       | Polti–Kometa               | + 19' 34"    |
| 5    | Valentin Paret-Peintre (FRA) | Decathlon–AG2R La Mondiale | + 30' 37"    |
| 6    | Alex Baudin (FRA)            | Decathlon–AG2R La Mondiale | + 47' 58"    |
| 7    | Giovanni Aleotti (ITA)       | Bora–Hansgrohe             | + 1h 00' 14" |
| 8    | Edoardo Zambanini (ITA)      | Team Bahrain Victorious    | + 1h 13' 07" |
| 9    | Kevin Vermaerke (USA)        | Team dsm–firmenich PostNL  | + 1h 20' 52" |
| 10   | Mauri Vansevenant (BEL)      | Soudal–Quick-Step          | + 1h 34' 54" |

### Ekipna razvrstitev
| Poz. | Ekipa                         | Čas          |
| ---- | ----------------------------- | ------------ |
| 1    | Decathlon–AG2R La Mondiale    | 238h 30' 07" |
| 2    | Ineos Grenadiers              | + 44' 23"    |
| 3    | UAE Team Emirates             | + 1h 01' 50" |
| 4    | Team Bahrain Victorious       | + 1h 20' 25" |
| 5    | Movistar Team                 | + 1h 51' 00" |
| 6    | Astana Qazaqstan Team         | + 1h 58' 31" |
| 7    | VF Group–Bardiani–CSF–Faizanè | + 2h 16' 59" |
| 8    | Team dsm–firmenich PostNL     | + 2h 18' 50" |
| 8    | Bora–Hansgrohe                | + 2h 45' 37" |
| 10   | Soudal–Quick-Step             | + 2h 59' 42" |

### Vmesni šprinti
| Poz. | Kolesar                  | Ekipa                         | Točke |
| ---- | ------------------------ | ----------------------------- | ----- |
| 1    | Andrea Pietrobon (ITA)   | Polti–Kometa                  | 70    |
| 2    | Julian Alaphilippe (FRA) | Soudal–Quick-Step             | 67    |
| 3    | Mirco Maestri (ITA)      | Polti–Kometa                  | 43    |
| 4    | Davide Ballerini (ITA)   | Astana Qazaqstan Team         | 43    |
| 5    | Filippo Fiorelli (ITA)   | VF Group–Bardiani–CSF–Faizanè | 43    |
| 6    | Kaden Groves (AUS)       | Alpecin–Deceuninck            | 26    |
| 7    | Martin Marcellusi (ITA)  | VF Group–Bardiani–CSF–Faizanè | 26    |
| 8    | Jonathan Milan (ITA)     | Lidl–Trek                     | 20    |
| 9    | Mikkel Honoré (DEN)      | EF Education–EasyPost         | 19    |
| 10   | Tadej Pogačar (SLO)      | UAE Team Emirates             | 18    |

### Intergiro
| Poz. | Kolesar                  | Ekipa                         | Točke |
| ---- | ------------------------ | ----------------------------- | ----- |
| 1    | Filippo Fiorelli (ITA)   | VF Group–Bardiani–CSF–Faizanè | 59    |
| 2    | Julian Alaphilippe (FRA) | Soudal–Quick-Step             | 48    |
| 3    | Andrea Pietrobon (ITA)   | Polti–Kometa                  | 44    |
| 4    | Kaden Groves (AUS)       | Alpecin–Deceuninck            | 37    |
| 5    | Mirco Maestri (ITA)      | Polti–Kometa                  | 34    |
| 6    | Georg Steinhauser (GER)  | EF Education–EasyPost         | 25    |
| 7    | Manuele Tarozzi (ITA)    | VF Group–Bardiani–CSF–Faizanè | 24    |
| 8    | Pelayo Sánchez (ESP)     | Movistar Team                 | 22    |
| 9    | Jonathan Milan (ITA)     | Lidl–Trek                     | 21    |
| 10   | Alessandro Tonelli (ITA) | VF Group–Bardiani–CSF–Faizanè | 20    |

### Begi
| Poz. | Kolesar                       | Ekipa                         | Km  |
| ---- | ----------------------------- | ----------------------------- | --- |
| 1    | Andrea Pietrobon (ITA)        | Polti–Kometa                  | 605 |
| 2    | Mirco Maestri (ITA)           | Polti–Kometa                  | 523 |
| 3    | Julian Alaphilippe (FRA)      | Soudal–Quick-Step             | 490 |
| 4    | Filippo Fiorelli (ITA)        | VF Group–Bardiani–CSF–Faizanè | 368 |
| 5    | Edoardo Affini (ITA)          | Visma–Lease a Bike            | 254 |
| 6    | Lilian Calmejane (FRA)        | Intermarché–Wanty             | 249 |
| 7    | Alessandro Tonelli (ITA)      | VF Group–Bardiani–CSF–Faizanè | 243 |
| 8    | Davide Ballerini (ITA)        | Astana Qazaqstan Team         | 242 |
| 9    | Giulio Pellizzari (ITA)       | VF Group–Bardiani–CSF–Faizanè | 236 |
| 10   | Amanuel Ghebreigzabhier (ERI) | Lidl–Trek                     | 219 |